# Tallusia
Tallusia là một chi nhện trong họ Linyphiidae.